# كين بارنز
كين بارنز (بالإنجليزية: Ken Barnes)‏ (16 مارس 1929 ببرمنغهام في المملكة المتحدة - 13 يوليو 2010 بإنجلترا في المملكة المتحدة) هو مدرب كرة قدم ولاعب كرة قدم بريطاني في مركز الدفاع. لعب مع مانشستر سيتي ونادي ريكسهام وستافورد رينجرز.

## وصلات خارجية
- كين بارنز على موقع قاعدة بيانات كرة القدم.إي يو (الإنجليزية)
- كين بارنز على موقع Soccerbase.com (لاعب) (الإنجليزية)